# アリュエット
アリュエット（フランス語: Aluette）は、フランス西部で行われている4人用トリックテイキングゲームである。プレイントリックゲームに属するが、印象的なデザインをもった専用のカードを使うところと、スートに意味がなく、独特の特殊カードの体系を持っているところに特徴がある。

## 概要
「アリュエット」という名前の意味は明らかでない。別名を「牝牛」（La Vache）というが、こちらはカードの一枚に牝牛の絵が描いてあることによる。
このゲームの歴史もよくわからない。ラブレーの『ガルガンチュワとパンタグリュエル』で、ゲームのリストの中にピケと並んでリュエット（luettes）や牝牛（vasches）という名前のゲームがでてくるが、これがアリュエットと関係があるか、それとも無関係なゲームなのか、よくわからない。最古のアリュエットのカードは18世紀のものである。
低位の数札が強く、スートが意味を持たないなど、アリュエットとの共通点が見られるゲームにトルーコがある。同じ起源を持つかもしれない。2や3などの数札が強いゲームとしては他にイタリアのトレセッテがある。
アリュエットはゲームとしてそれほど盛んに行われているわけではない。現在アリュエットが競技されている地域は、フランス西部沿岸に近い一部の地域のみである。（pagat.comはヴァンデ県およびブルターニュ半島沿岸部などとするが、Parlett (1991) p.173 によるとロワール川沿いなどもう少し広い地域で行われているようである）。

## 使用するカード
| 淑女（カップ3） | 片目（貨幣2） |
| 剣A             | 貨幣5         |

アリュエットでは、ラテンタイプのトランプと同系統だが独自のデザインがなされた48枚のカードを使用する。スートは貨幣（deniers）・カップ（coupes）・剣（épées）・棍棒（bâtons）の4つがあり、Aと2から9までの数札、および使用人（valet、Vと略す）・女騎士（cavalière、Cと略す）・王（roi、Rと略す）の3種類の絵札からなる。絵札だけではなく、数札の多くにも人間や動物などが描かれている。
通常のトランプでもゲームできないことはないが、どれが強いカードかがわかりにくくなるし、後述のサインとカードの対応もわかりにくくなる。
| スート       |      |         |       |        |
| 名称         | パオ | イス    | コツ  | オウル |
| ポルトガル語 | Paus | Espadas | Copas | Ouros  |
| 意味         | 棍棒 | 刀剣    | 聖杯  | 金貨   |

アリュエットには特別に強いカードが8枚あり、それぞれのカードに描かれている図柄によってあだ名がついている。強い方から並べると以下のとおり。
| カード  | あだ名                     |
| ------- | -------------------------- |
| 貨幣3   | 紳士（monsieur）           |
| カップ3 | 淑女（madame）             |
| 貨幣2   | 片目（le borgne）          |
| カップ2 | 牝牛（la vache）           |
| カップ9 | 大きな9（grand neuf）      |
| 貨幣9   | 小さな9（petit neuf）      |
| 棍棒2   | オークの2（deux de chêne） |
| 剣2     | 文書の2（deux d'écrit）    |

このうち、もっとも強い4枚をリュエット（luettes）、残りの4枚をドゥブル（doubles）と呼ぶ。
それ以外のカードは以下の順序に強い。A > R > C > V > (9) > 8 > 7 > 6 > 5 > 4 > (3)。ただし9と3は剣と棍棒のみ。
特別な機能があるわけではないが、貨幣の5には男女がキスしたり抱きあったりしている絵が描かれ、堅いキス（bise-dur）というあだ名がある。

## ルール
4人によって競技し、向かいあった2人ずつでチームを組む。
ディーラーは各競技者に9枚の手札を配る。ディーラーはプレイごとに時計回りに交代する。

### 手札交換（chant）
4人の競技者全員が同意した場合は、ディーラーは残り12枚のカードを、自分の左隣とその左隣に6枚ずつ配る。この2人は手札が15枚になるので、そこから不要な6枚を裏返しにして捨てて9枚にもどす。4人のうち誰かひとりでも反対した場合は、この行為は行われない。

### プレイ
最初のトリックはディーラーの左隣がリードする。それから時計回りにひとりずつカードを出していくが、マストフォロールールは存在せず、リードとは無関係に何を出しても構わない。
一般的なトリックテイキングゲームとは異なり、アリュエットは（8枚の特殊カードを除いて）スートとは無関係にランクによってのみ勝負がきまる。このためひとつのトリックで同じ強さのカードが複数出ることがあるが、その場合トリックは引き分け無勝負となる。
トリックの勝者が次回のトリックをリードする。引き分けの場合は前のトリックをリードした者がひきつづき次回のトリックをリードする。以上を手札が尽きるまで繰り返す。

### 得点
一番多くのトリックを取った競技者の属するチームが勝利し、1点を得る（チームに属する2人の取ったトリック数を足すわけではないことに注意）。複数の競技者が同じ数のトリックを取っている場合は、最初にそのトリック数に達した者の勝ちとする。
特殊ルールとして、それまでトリックに勝っていなかった競技者が最後の数トリックに連続して勝ち、かつほかの競技者より多くのトリックに勝つと、その競技者の属するチームが2点を得るというものがある。これをモルディエンヌ（mordienne）と呼ぶ。
片方のチームが途中で降伏することができる。相手チームが降伏に同意した場合、その回のプレイは打ち切られ、相手チームが1点を得る。相手チームが降伏を拒否した場合はモルディエンヌを達成すると宣言したものと見なされ、モルディエンヌに成功すれば相手チームが2点を得るが、失敗したら降伏を申し出た側が2点を得る。

### ゲームの終了
5回プレイして、得点の多いチームが最終的な勝者となる。

## サイン
ブリスコラなどのラテン系のゲームと同様に、自分の持っている重要なカードについて、なるべく相手に見られないようにパートナーにサインを送りあうことが推奨される。地域差があるが、以下のようなサインが用いられる。
| カード             | サイン                                               |
| ------------------ | ---------------------------------------------------- |
| 紳士（貨幣3）      | 目玉を上に向ける・眉をもちあげる                     |
| 淑女（カップ3）    | 片方の口角をもちあげる・首をかしげる                 |
| 片目（貨幣2）      | 片目をつぶる                                         |
| 牝牛（カップ2）    | 唇をつきだす。牛の鳴き声をムー（meuh）ということから |
| 大きな9（カップ9） | 親指を見せる                                         |
| 小さな9（貨幣9）   | 小指を見せる                                         |
| オークの2（棍棒2） | 人差し指、または人差し指と中指の2本を見せる          |
| 文書の2（剣2）     | 親指と人差し指を曲げて物を書くまねをする             |
| A                  | 枚数だけ口をあけてみせる                             |

そのほか、非常に悪い手札のときは肩をあげる。モルディエンヌに挑戦したいときは唇をかむ。
プレイ中にパートナーに何を出すべきか口で指示しても構わない。